# دانييل إيفانوفيتش كيوتينن
دانييل إيفانوفيتش كيوتينن ((بالفنلندية: Daniel Ivaninpoika Kytönen)؛ 1883، الإمبراطورية الروسية — 3 فبراير 1942، لينينغراد، الاتحاد السوفيتي) — خباز من لينينغراد، فنلندي الجنسية. اشتهر بأنه، أثناء عمله في مصنع للخبز خلال حصار لينينغراد، توفي من الإرهاق الشديد في مكان عمله مباشرة، ولم يسمح لنفسه بأكل غرام واحد من الخبز الذي كان يخبزه.

## سيرة شخصية
ولد في عام 1883 (وفقًا لبعض المصادر، في سانت بطرسبرغ، في عائلة من الفنلنديين الروس). أقام في لينينغراد في شارع بولشوي أوختنسكي، منزل 68. عمل طوال حياته خبازًا.
خلال سنوات حصار لينينغراد، عمل دانييل كيوتينن في مصنع للخبز (وفقًا لعدة شهادات، في مخبز ليفاشوفسكي)، حيث كان يخبز الخبز لسكان المدينة المحاصرة. كانت ظروف العمل قاسية للغاية: في الشتاء، كان الصقيع يسود الورش، ولكي يرتفع العجين، كان الخبازون يشعلون النيران مباشرة في المباني ويلفون العجين بالسترات المبطنة. على الرغم من أن فنلندا كانت حليفة لألمانيا النازية، فقد تم تكليف كيوتينن، وهو فنلندي الأصل، بإنتاج الخبز.
في 3 فبراير 1942، عن عمر يناهز 59 عامًا، توفي دانييل كيوتينن بسبب سوء التغذية (الجوع) في مكان عمله، بجانب الفرن. في شهادة الوفاة، الصادرة في 4 فبراير 1942، ذُكر أن سبب الوفاة هو سوء التغذية. لم يسمح لنفسه بأكل غرام واحد من الخبز الذي كان يخبزه لإنقاذ حياته.
أُدرج اسم دانييل كيوتينن في كتاب ذاكرة حصار لينينغراد. وفقًا لبعض المصادر، دُفن في مقبرة شوفالوفسكوي. ووفقًا لمصادر أخرى، ولا سيما تلك المذكورة في كتاب الذاكرة (المجلد 17)، فإن مكان الدفن هو مقبرة بيسكاريوفسكوي التذكارية (مقبرة جماعية). يشير السجل في كتاب الذاكرة: "كيوتينن دانييل إيفانوفيتش، مواليد 1883. مكان الإقامة: شارع بولشوي أوختنسكي، منزل 68. تاريخ الوفاة: فبراير 1942. مكان الدفن: مقبرة بيسكاريوفسكوي. (الحصار، المجلد 17)".

## العمل البطولي والذاكرة
يُعتبر عمل دانييل كيوتينن مظهرًا من مظاهر البطولة العالية وقوة الروح والتضحية بالنفس. أصبحت قصته أحد رموز مأساة وشجاعة سكان لينينغراد خلال سنوات الحصار. يُذكر، على سبيل المثال، في كتاب "أبجدية لينينغراد المحاصرة" ليفغيني لوكين.
في المنشورات والمناقشات العامة، أثيرت مسألة عدم وجود لوحة تذكارية في سانت بطرسبرغ تكريماً لدانييل كيوتينن.

## روابط خارجية
- دانييل كيوتينن. راديو فيرا[وصلة مكسورة]
- كيوتينن دانييل إيفانوفيتش. الفوج الخالد[وصلة مكسورة]
- كيوتينن دانييل (1883—1942) — خباز الحصار. شخصيات بارزة في إنغيرمانلاند